# Мускете фитиљаче у Кини
Мускете фитиљаче коришћене су у наоружању кинеске војске од средине 16. века. Иако су до тада биле већ безнадежно застареле, остале су у наоружању редовне војске династије Ћинг све до краја 19. века.

## Историја
Иако је Кина династије Јуан прва на свету развила ручни топ (од 1280), а династија Минг га веома рано масовно увела у наоружање своје пешадије (1380. чак 10% пешадинаца имало је ручни топ, а до 1466. чак 33%), у Кини се до почетка 16. века нису развиле аутохтоне пушке.

### Династија Минг: птичије пушке
Кинези су први пут видели аркебузе у контакту са Португалцима (1513), а у сукобу са Португалцима 1521-22. видели су њихово дејство у борби. Прве модерне (за оно време) мускете фитиљаче из Османског царства стигле су у северозападну Кину преко Турфана током борби у префектури Хами (источни Синђанг) 1513-1524, али се у ово време нису прошириле по Кини. У остатак земље аркебузе су стигле пре краја 1540-их посредством јапанских пирата, који су их тек 1543. прекопирали од Португалаца. Отприлике у то време (1529) почела је у Кини и производња већих топова по португалском узору. У борби против јапанских пирата у јужној Кини, кинеска војска је око 1548. усвојила аркебузе јапанског типа (такозване птичије пушке), а од 1558. почела је масовна производња аркебуза у војним радионицама.  И поред тога, аркебузе су у Кини биле ретко оружје: у рату са Јапаном (1593) мање од 10% пешадинаца имало је пушке, док је око 30-40% имало застареле ручне топове. У рату против Манчуа (1619), династија Минг морала се ослонити на мускетаре из Кореје, пошто кинеских није било довољно.
Сачуван кинески извештај из 1597. наводи да су од 4 тада позната модела пушака фитиљача (западне, јапанске, корејске и турске) турске аркебузе, које кинески извештај назива Руми пушке , далеко најбоље. После турских најбоље су европске, па јапанске, а најлошије су корејске аркебузе (такозване пушке за птице), за које извештај наводи да им је маханизам као код јапанских, али да их је теже опалити.
Око 1621 турске аркебузе постале су доступне у Кини и њихова предност у односу на кинеске аркебузе брзо је постала очигледна. Једноставнијег механизма, поузданије и јефтиније за израду и одржавање, убрзо су замениле скупље и компликованије птичје пушке. Са падом династије Минг (1644), аркебузе практично нестају из наоружања кинеске војске династије Чинг све до 19. века, али су остале присутне у Кини као оружје разбојника и цивилног становништва за лов и самоодбрану.

### Династија Ћинг: турске аркебузе
За разлику од династије Минг, која је масовно користила ручно ватрено оружје, иако застарелих типова, војска династије Ћинг се све до 19. века највише ослањала на лук и стрелу, иако је рано усвојила модерну артиљерију европског типа. Када је коначно почело наоружавање пешадије пушкама после 1820, кинеска војска је уместо кремењача (које су најкасније од 1700. биле стандардно оружје у Европи) усвојила далеко једноставније и јефтиније фитиљаче са табаном турског типа. Сачуван је британски извештај из 1793, по коме су кинески официри сматрали фитиљаче бољим од кремењача - иако су се кремењаче брже пуниле, биле су мање поуздане и лако су се квариле. У сваком случају, мускете фитиљаче биле су много јефтиније за производњу и одржавање. Чак и тако, већина кинеске војске остала је наоружана хладним оружјем. По британским извештајима из 1841, мали део кинеских војника имао је фитиљаче, а већина мачеве, лукове и стреле. Мускете овог типа остале су у употреби у Кини све до краја 19. века.

## Галерија
- Фитиљаче турског типа (од Османског царства до Кине)
- Турска фитиљача око 1600. Јасно се види серпентин који вири из шупљине кундака иза чанка за припалу, и доњи део серпентина испод кундака. Нема табанске дашчице.
- Кинеске мускете фитиљаче, династија Минг (17. век).
- Вијетнамска мускета из периода династије Ћинг, илустрација из 1767. године.
- Тибетанска мускета фитиљача, око 1850.
- Табан тибетанске мускете са горње стране.